# Саратов-Гагарін (аеропорт)
Міжнародний аеропорт Гагарін  (рос. Международный Аэропорт Гагарин, (IATA: GSV, ICAO: UWSG)) — аеропорт за 20 км N від Саратова, що розпочав роботу з 20 серпня 2019

## Авіалінії та напрямки, березень 2022
| Авіакомпанія      | Пункт призначення                                                            |
| ----------------- | ---------------------------------------------------------------------------- |
| Aeroflot          | Москва-Шереметьєво                                                           |
| Азимут            | Краснодар, Нижній Новгород, Ростов-на-Дону                                   |
| Azur Air          | Сезонний чартер: Анталія, Дубай-Аль-Мактум                                   |
| IrAero            | Мінеральні Води, Москва-Домодєдово, Сімферополь, Ст. Петербург, Єкатеринбург |
| Nordwind Airlines | Сезонно: Сочі                                                                |
| Pegas Fly         | Москва-Шереметьєво                                                           |
| Pobeda            | Москва-Внуково, Ст. Петербург                                                |
| Royal Flight      | Сезонний чартер: Дубай-Аль-Мактум                                            |
| S7 Airlines       | Москва-Домодєдово                                                            |
| Smartavia         | Москва-Домодєдово                                                            |
| Utair             | Сезонний чартер: Сургут                                                      |

## Транспорт

### Автобуси
- З/на Саратов № 101, 200, 300, 400
- З/на Енгельс № 444
- З/на Балаково № 600
- З/на Вольськ № 700
- З/на Маркс № 800

### Залізничний
В аеропорту побудована залізнична станція, потяги прибувають (до/з Саратова) як приміські, так і Аероекспреси.